# TVショーキング
『TVショーキング』（ティービーショーキング）はゲームロフトから発売されたクイズゲームである。

## 概要
アメリカのクイズ番組をイメージした内容となっており4択クイズとルーレットによって賞金を稼ぎ、優勝を目指す。オンライン・オフライン共に4人対戦可能。クイズとルーレットによる構成は実在するクイズ番組ホイール・オブ・フォーチュンをイメージしている。
問題監修として、第16回アメリカ横断ウルトラクイズ優勝者の田中健一が関わっている。

## 基本ルール
クイズパート
クイズは4人による4択クイズ。制限時間は15秒。他のプレイヤーの解答は見ることができ、タイムアップ前であれば解答を変更することも可能。なお、全員解答後はカウントが速くなる。
正解した場合は賞金が加算される。賞金は解答した速さが1番早い人が表示された賞金を全額。2位は75%。3位は半額。4位は25%が加算される。（例として賞金が500ドルだった場合、順に500ドル、375ドル、250ドル、125ドルとなる。）
問題は1ラウンド7問。1問目が賞金500ドルから始まり、1問ごとに500ドルずつ加算される。また、時々特別ボーナスが加算される場合があり、この場合も通常賞金+ボーナスが順位に応じて加算される。
7問終了後マネーホイールを回すかどうかを選べる。拒否することも可能。
また、特殊クイズが行われることがある。
フラッシュライトクイズ
選択肢が全て隠れているので、スポットライトを操作し選択肢を見つけていく。
スクラッチクイズ
同様に選択肢が隠れているのでコントローラーを動かし、選択肢が見えるよう削っていく。
マネーホイール
回すを選択した人は1人ずつホイールを回し、出た額が加算・没収される。マスによっては倍増や横取り、差し上げ。果ては賞金入れ替えや全額没収がある。
クイズとホイールを1ラウンドとし規定ラウンド（設定により3・6・9ラウンドにすることが可能）消化後獲得賞金総額上位2名による決勝を行う。
決勝戦
1対1の4択クイズを出題。制限時間は15秒。問題数は無制限。いちはやく正解の選択肢を選んだ者に正解するたびに1ポイント。不正解などによるペナルティは無し。先に5ポイント先取したプレイヤーが優勝。

## 機種によるルールの差異
Wii版
特殊クイズは3の倍数のラウンドに行われる。
ホイールはプレイヤー1から順に回していく。
ホイールは最高+15000ドル。最悪－7500ドルとややインフレが激しい。また、－10ドルというほぼ勝負に及ぼさないマスまである。
クイズのボーナスも最高+4500ドルと全体的にインフレめである。
スクラッチクイズが指で消していく方式のため、一度に開く面積が少ない。
決勝は通常ラウンドと同様に解答の変更なども可能。
勝者は敗者の獲得賞金の半額を奪う事が出来る。これにより、決勝で負けて3位以下に転落することもある。（1位が10万ドル。2位が8万ドル、3位が7万ドルといった状況の場合、どちらも負ければ決勝進出したのに3位か4位になってしまう。）
PS3版
偶数のラウンドはその時点の獲得賞金が少ない人がジャンルを選ぶことが出来る。
特殊クイズは第2・5・8ラウンドに行われる。
スクラッチクイズは消しゴムの形をしているためWii版より開きやすい。
ホイールはホイールスタート時に獲得賞金総額の低い人から回す。
ホイールは最高+7500ドル。最悪－3000ドルとWii版よりも控え目となっている。
決勝は早押しの要素が加わり、先に正解の選択肢を選んだ方のみにポイントが与えられた。また、一度選択してしまうと変更することが出来ない。
勝者は決勝開始前に表示された優勝賞金が加算される。減らされることは無いので3位以下に転落することは無くなった。